# Kanton Chécy
Kanton Chécy (francouzsky Canton de Chécy) je francouzský kanton v departementu Loiret v regionu Centre-Val de Loire. Tvoří ho sedm obcí.

## Obce kantonu
- Boigny-sur-Bionne
- Bou
- Chécy
- Combleux
- Donnery
- Mardié
- Marigny-les-Usages